# Steven Hoffenberg
Steven Jude Hoffenberg (Brooklyn, 1945 — Derby, agosto de 2022), foi o CEO, presidente fundador e chairman da Towers Financial Corporation, uma agência de cobrança de dívidas, que mais tarde foi descoberta como um esquema Ponzi. Ele resgatou o New York Post da falência e deteve brevemente o jornal. A Towers Financial entrou em colapso em 1993 e, em 1995, Hoffenberg se declarou culpado de enganar os investidores em 475 milhões de dólares. Ele foi condenado a vinte anos de prisão (18 dos quais serviu), além de uma multa de um milhão de dólares e 463 milhões de dólares em restituição. A SEC considerou seus crimes financeiros como "um dos maiores esquemas Ponzi da história" antes dos crimes de Bernie Madoff, uma década depois.

## Vida pessoal
Hoffenberg nasceu em Brooklyn, Nova Iorque. Ele é um cristão renascido. Em julho de 2014, ele se casou com a presidente do Post All Star News Maria Santiago.

## Biografia
No início dos anos 70, Hoffenberg fundou a Towers Financial Corporation, uma agência de cobrança de dívidas de Nova Iorque que deveria comprar dívidas que as pessoas deviam a hospitais, bancos e empresas de telefonia. Ele era seu CEO, Presidente e Chairman. Mais tarde, foi descoberto que era um esquema Ponzi.
Em 1987, Hoffenberg contratou Jeffrey Epstein para ajudar na Towers Financial Corporation. Hoffenberg instalou Epstein em escritórios nas Villard Houses. Eles tentaram, sem sucesso, assumir a Pan Am em uma incursão corporativa com a Towers Financial. Sua oferta fracassou, em parte por causa do bombardeio terrorista de 1988 do voo 103 da Pan Am sobre Lockerbie, o que acabou contribuindo para a falência da companhia aérea. Uma oferta sem êxito semelhante em 1988 foi feita para assumir a Emery Air Freight Corp. Ele resgatou o New York Post da falência e deteve brevemente o jornal.
Durante esse período, Hoffenberg e Epstein trabalharam juntos e viajaram para todos os lugares no jato particular de Hoffenberg. Hoffenberg começou a usar os fundos da Towers Financial para pagar aos investidores anteriores e pagar por um estilo de vida luxuoso que incluía uma mansão em Locust Valley, Long Island, casas em Sutton Place, em Manhattan e na Flórida, e vários carros e aviões.
Em 1993, o esquema Ponzi da Towers implodiu; em fevereiro de 1993, a Comissão de Valores Mobiliários iniciou uma ação civil contra ele e outras pessoas e, em março de 1993, a Towers Financial entrou com pedido de falência. Em abril de 1995, Hoffenberg declarou-se culpado de enganar os investidores de 475 milhões de dólares. A SEC considerou seus crimes financeiros como "um dos maiores esquemas Ponzi da história" antes dos crimes de Bernie Madoff, uma década depois. Em documentos judiciais, Hoffenberg alegou que Epstein estava intimamente envolvido no esquema. Epstein deixou a Towers Financial antes de entrar em colapso e nunca foi cobrado por estar envolvido com a enorme fraude cometida por investidores.
Em fevereiro de 1994, ele foi preso e, em 1997, o juiz Robert W. Sweet condenou Hoffenberg a vinte anos de prisão (passou dezoito anos em várias prisões, incluindo a FCI Fort Dix em Fort Dix, Nova Jérsia, e o Federal Medical Center, Devens em Devens, Massachusetts), além de uma multa de um milhão de dólares e restituição de 463 milhões de dólares (segundo o Bureau of Prisons que ele foi libertado em outubro de 2013). Ele estabeleceu um processo civil com a US Securities and Exchange Commission por sessenta milhões de dólares. Atualmente, Hoffenberg está pagando todas as dívidas dos investidores acima.
Em julho de 2019, Hoffenberg afirmou que Epstein era seu "co-conspirador não carregado" no esquema Ponzi. Ex-investidores da Towers fizeram alegações semelhantes em uma ação movida em agosto de 2018. O processo também alega que os milhões em investimentos roubados foram o capital inicial do fundo de cobertura de Epstein, que avalia em cinquenta bilhões de dólares.